# 차량 돌진 공격

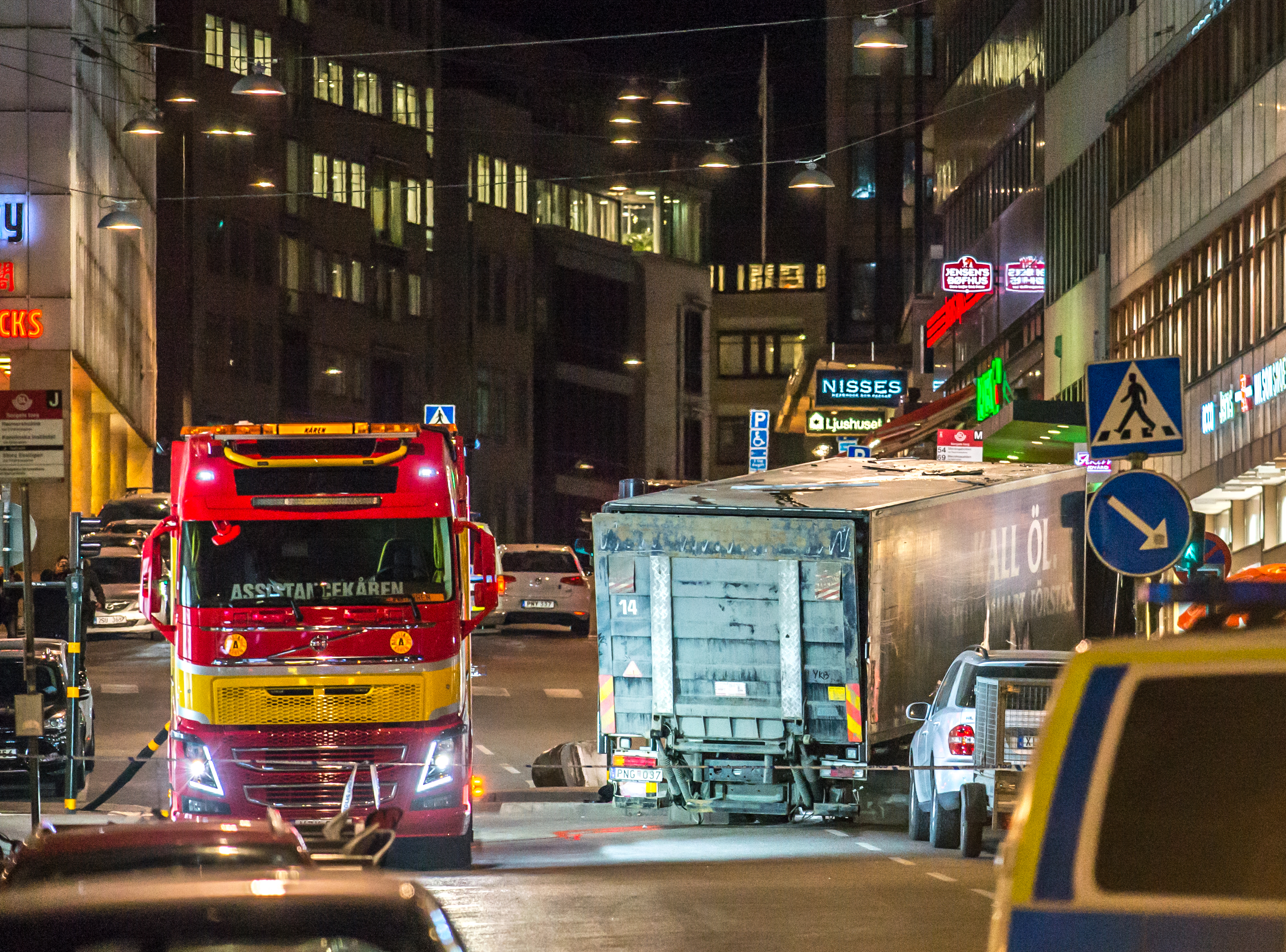
2017년 스톡홀름 테러로 인해 5명이 사망했다.

차량 돌진 공격(vehicle-ramming attack, vehicle as a weapon, VAW)은 가해자가 의도적으로 차량을 건물, 사람 또는 다른 차량에 돌진시키는 공격이다. 스트랫포 글로벌 인텔리전스(Stratfor Global Intelligence) 분석가에 따르면, 이번 공격은 자살 폭탄 테러보다 예방하기가 더 어려울 수 있는 비교적 새로운 전투적 전술을 나타낸다.
의도적으로 차량을 군중 속으로 돌진하는 것은 테러리스트가 사용하는 전술로, 수행하는 데 기술이 거의 필요하지 않고 자동차와 트럭을 널리 사용할 수 있으며 상당한 사상자를 초래할 가능성이 있기 때문에 2010년대에 주요 테러 전술이 되었다. 도로 난폭 사건을 포함한 다른 유형의 범죄 과정에서도 고의적인 차량 충돌이 자행되었다. 고의적인 차량 충돌 사고는 때때로 운전자의 정신 장애로 인해 발생하기도 한다.
공격자는 생캉탱팔라비에 공격에서와 같이 폭발물을 터뜨리기 전에 문이 잠긴 건물을 뚫기 위해 차량을 사용하기도 했다.